# Joseph Odermatt
Pour les articles homonymes, voir Odermatt.
 (avril 2024).
La mise en forme du texte ne suit pas les recommandations de Wikipédia : il faut le « wikifier ».
Les points d'amélioration suivants sont les cas les plus fréquents. Le détail des points à revoir est peut-être précisé sur la page de discussion.
- Les titres sont pré-formatés par le logiciel. Ils ne sont ni en capitales, ni en gras.
- Le texte ne doit pas être écrit en capitales (les noms de famille non plus), ni en gras, ni en italique, ni en « petit »…
- Le gras n'est utilisé que pour surligner le titre de l'article dans l'introduction, une seule fois.
- L'italique est rarement utilisé : mots en langue étrangère, titres d'œuvres, noms de bateaux, etc.
- Les citations ne sont pas en italique mais en corps de texte normal. Elles sont entourées par des guillemets français : « et ».
- Les listes à puces sont à éviter, des paragraphes rédigés étant largement préférés. Les tableaux sont à réserver à la présentation de données structurées (résultats, etc.).
- Les appels de note de bas de page (petits chiffres en exposant, introduits par l'outil «  Source ») sont à placer entre la fin de phrase et le point final[comme ça].
- Les liens internes (vers d'autres articles de Wikipédia) sont à choisir avec parcimonie. Créez des liens vers des articles approfondissant le sujet. Les termes génériques sans rapport avec le sujet sont à éviter, ainsi que les répétitions de liens vers un même terme.
- Les liens externes sont à placer uniquement dans une section « Liens externes », à la fin de l'article. Ces liens sont à choisir avec parcimonie suivant les règles définies. Si un lien sert de source à l'article, son insertion dans le texte est à faire par les notes de bas de page.
- La présentation des références doit suivre les conventions bibliographiques. Il est recommandé d'utiliser les modèles {{Ouvrage}}, {{Chapitre}}, {{Article}}, {{Lien web}} et/ou {{Bibliographie}}. Le mode d'édition visuel peut mettre en forme automatiquement les références.
- Insérer une infobox (cadre d'informations à droite) n'est pas obligatoire pour parachever la mise en page.

Pour une aide détaillée, merci de consulter Aide:Wikification.
Si vous pensez que ces points ont été résolus, vous pouvez retirer ce bandeau et améliorer la mise en forme d'un autre article.
Joseph Odermatt (né le 13 mars 1966), connu sous son nom religieux d'Eliseo María et sous son nom papal en tant qu'antipape Pierre III, est un prélat catholique indépendant suisse et l'actuel « pape » de l'Église chrétienne palmarienne. Odermatt a succédé à Sergio María Jesús Hernández y Martínez (pape Grégoire XVIII) après que celui-ci a quitté l'Église chrétienne palmarienne et est retourné à l'Église catholique romaine.

## Biographie
Odermatt est né à Stans, dans le canton de Nidwald en Suisse. Il prétend être un descendant de Saint Nicolas de Flüe. Il rejoint l'Ordre des Carmélites de la Sainte Face en 1985 et travaille pendant 18 ans comme missionnaire en Amérique du Sud. Il a été secrétaire d'État de l'Ordre de 2011 à 2016. En 2016, il succède à Ginés Jesús Hernández comme pape de l'Église chrétienne palmarienne, prenant le nom papal de Pierre III. Il siège à la cathédrale-Basilique de Notre Mère Couronnée de Palmar.
Quelques mois plus tard, il publie une encyclique dans laquelle il accuse son prédécesseur d'avoir discrédité son ancienne Église et d'avoir volé deux millions d'euros à l'Église chrétienne palmarienne, ainsi que plusieurs biens (dont une BMW X6) : il le déclare ensuite apostat, l'a excommunié et a déclaré nuls tous ses actes. Hernández nie les accusations de vol.
Odermatt a dissous le corps de garde papale institué par son prédécesseur, le jugeant inutile pour sa sécurité. En 2018, il s'est rendu pour la première fois aux États-Unis pour participer à un « Congrès eucharistique, marial et Joséphine ».
Pendant son mandat, l'Église chrétienne palmarienne a établi pour la première fois une présence en ligne, en ouvrant un site Web et des comptes sur Facebook, Instagram, Twitter, Pinterest et une chaîne sur YouTube,.

## Sources
- (es) Alberto Flores, « El 'papa' de El Palmar de Troya pierde su fe y deja su 'orden' sin despedirse de sus seguidores » [« Le « pape » d'El Palmar de Troya perd la foi et quitte son « ordre » sans dire au revoir à ses partisans »], Diario ABC, Seville, ES,‎ 25 avril 2016 (lire en ligne [archive du 29 mai 2016], consulté le 28 avril 2016).
- (es) Javier Macías, « Los cuatro 'papas' del Palmar de Troya » [« Les quatre « papes » de Palmar de Troya »], Diario ABC, Seville, ES,‎ 26 avril 2016 (lire en ligne [archive du 29 mai 2016], consulté le 28 avril 2016).
- (es) Javier Macías, « El 'papa' del Palmar niega haber robado el 'papamóvil': 'Es mio, estaba a mi nombre' » [« Le « pape » de Palmar nie avoir volé la « papamobile » : « C'est à moi, elle était à mon nom » »], Diario ABC, Seville, ES,‎ 27 avril 2016 (lire en ligne [archive du 3 mai 2016], consulté le 3 mai 2016).
- Jean-François Mayer, « Église palmarienne: Grégoire XVIII perd la foi et va se marier, le nouveau pape Pierre III est un Suisse » [archive du 27 avril 2016], sur orbis.info, Jean-François Mayer, 27 avril 2016 (consulté le 3 mai 2016).